# Jacob Baken
Jacob Baken (Callantsoog, 5 mei 1901 – aldaar, 26 december 1994) was een Nederlands politicus van de PvdA. 
Hij werd geboren als zoon van arbeider Gerrit Baken, (1875-1953) en Neeltje Doevendans (1874-1956). Hij ging naar de hbs in Alkmaar en daarna werd hij op 16-jarige leeftijd volontair bij de gemeentesecretarie van Callantsoog. Ruim een half jaar later, in mei 1918, werd hij daar benoemd als ambtenaar. Na ook nog gewerkt te hebben bij de gemeentesecretarie van Schagen volgde in 1922 zijn benoeming tot eerste ambtenaar bij de gemeente Anna Paulowna in de rang van hoofdcommies. Baken werd in augustus 1946 benoemd tot burgemeester van de gemeenten Nieuwe Niedorp en Winkel. In juni 1966 ging hij met pensioen waarna hij ging schrijven over de geschiedenis van de kop van Noord-Holland. Zo was hij de auteur van Sprokkelingen uit de historie van het zeedorp Callantsoog en Historie der gemeente Winkel. Baken overleed eind 1994 op 93-jarige leeftijd.
In Winkel is de 'Burgemeester Bakenstraat' naar hem vernoemd. Jacob Baken was getrouwd met verloskundige Anna Maria van der Waal. Hij was ridder in de Orde van Oranje-Nassau.